# St. Martin (Niederösterreich)
St. Martin (auch Sankt Martin) ist eine Marktgemeinde mit 1071 Einwohnern (Stand 1. Jänner 2024) im Bezirk Gmünd in Niederösterreich.

## Geografie
St. Martin liegt im Waldviertel in Niederösterreich. Die Fläche der Marktgemeinde umfasst 49,34 Quadratkilometer. 56,48 Prozent der Fläche sind bewaldet.

### Gemeindegliederung
Das Gemeindegebiet umfasst folgende 13 Ortschaften (in Klammern Einwohnerzahl Stand 1. Jänner 2024):
- Anger (55)
- Breitenberg (10)
- Harmanschlag (241) samt Althütten, Eisenwerk und Friedental
- Joachimstal (9)
- Langfeld (67)
- Oberlainsitz (113)
- Reitgraben (7)
- Rörndlwies (8)
- Roßbruck (87)
- Schöllbüchl (51)
- Schützenberg (32)
- St. Martin (276) samt Fischgraben
- Zeil (115)

Früher war auch der südliche Teil von Maißen (samt Auhäuser) eine Ortschaft. Die Gemeinde besteht aus den Katastralgemeinden Harmannschlag (sic!), Langfeld und St. Martin.
Mit der NÖ. Kommunalstrukturverbesserung wurde zum 1. Jänner 1971 die Gemeinde Langfeld nach St. Martin eingemeindet, ein Jahr später die Gemeinde Harmanschlag.

### Nachbargemeinden
|                   | Moorbad Harbach                             |        |
| Pohorská Ves (CZ) | Kompassrose, die auf Nachbargemeinden zeigt | Weitra |
|                   | Bad Großpertholz                            |        |

## Geschichte
Am 11. Juli 1986 erhielt St. Martin das Marktrecht.

### Einwohnerentwicklung
Die Einwohnerzahl sinkt seit 1910 kontinuierlich. Die Abnahme wurde in den letzten Jahrzehnten geringer, Geburtenbilanz und Wanderungsbilanz sind jedoch beide negativ.

## Kultur und Sehenswürdigkeiten

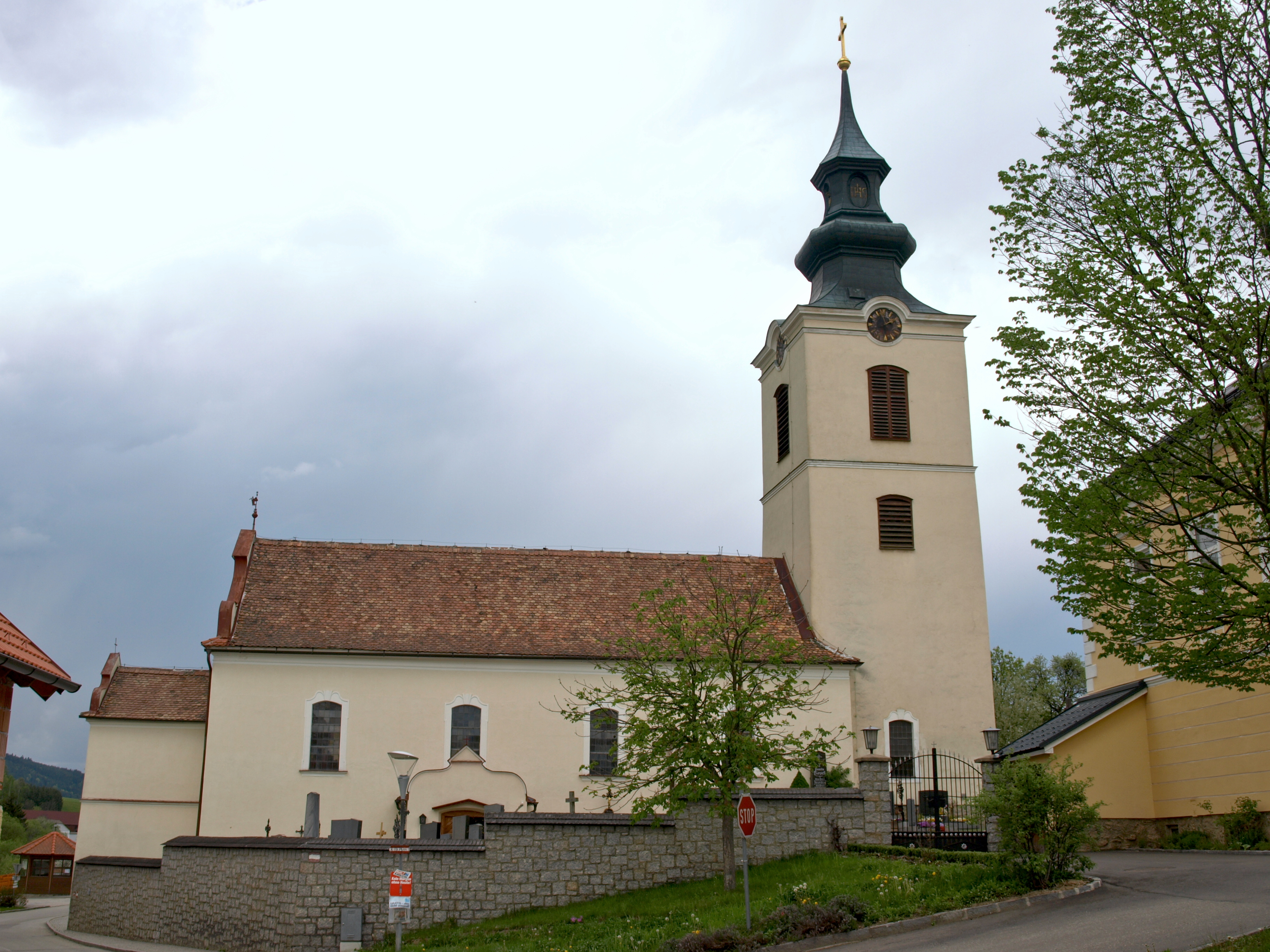
Pfarrkirche St. Martin im Waldviertel

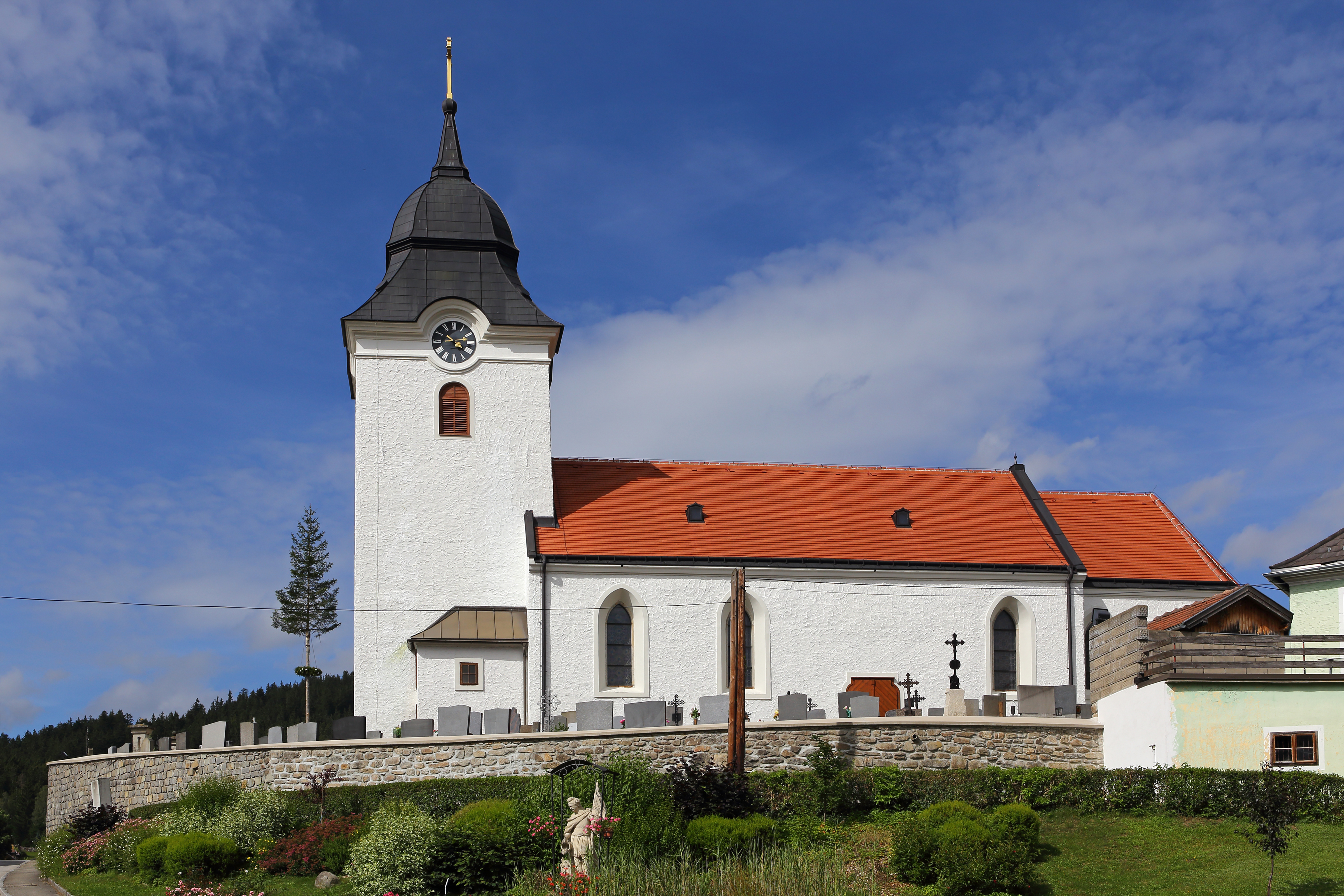
Pfarrkirche Harmanschlag

- Katholische Pfarrkirche St. Martin im Waldviertel hl. Martin
- Katholische Pfarrkirche Harmanschlag hl. Wenzel

## Wirtschaft und Infrastruktur
In St. Martin gibt es 140 land- und forstwirtschaftliche Betriebe, davon sind 40 Haupterwerbsbetriebe (Stand 2010). Sechs von den acht Betrieben im Produktionssektor beschäftigen sich mit der Herstellung von Waren. Hier sind auch die meisten der insgesamt 48 Arbeitnehmer beschäftigt. Der Dienstleistungssektor gibt in 43 Betrieben 89 Menschen Arbeit, vorwiegend in den Sparten soziale und öffentliche Dienste sowie im Handel (Stand 2011).

### Verkehr
- Bahn: Die Waldviertelbahn hat eine Haltestelle in St. Martin[10] Der planmäßige Zugsverkehr wurde 2001 eingestellt, seither verkehren Nostalgiezüge.[11]
- Bus: Die Marktgemeinde ist über Buslinien im VOR-Verbund von Freistadt, Gmünd und Zwettl erreichbar.[12]

### Gesundheit
In St. Martin ordiniert ein Arzt für Allgemeinmedizin.

### Bildung
Für die Ausbildung der Jugend stehen ein Kindergarten und eine Volksschule zur Verfügung.

## Politik

### Gemeinderat
Der Gemeinderat hat 19 Mitglieder.
- Nach den Gemeinderatswahlen in Niederösterreich 1990 hatte der Gemeinderat folgende Verteilung: 10 FBL-Freie Bürger Liste (ÖVP), 5 ÖVP und 4 SPÖ.
- Nach den Gemeinderatswahlen in Niederösterreich 1995 hatte der Gemeinderat folgende Verteilung: 14 ÖVP und 5 SPÖ.[15]
- Nach den Gemeinderatswahlen in Niederösterreich 2000 hatte der Gemeinderat folgende Verteilung: 9 ÖVP, 5 SPÖ und 5 FBF-Freie Bürger Forum (ÖVP).[16]
- Nach den Gemeinderatswahlen in Niederösterreich 2005 hatte der Gemeinderat folgende Verteilung: 9 ÖVP, 7 FBF-Freie Bürger Forum (ÖVP) und 3 SPÖ.[17]
- Nach den Gemeinderatswahlen in Niederösterreich 2010 hatte der Gemeinderat folgende Verteilung: 12 ÖVP, 4 FBF-Freie Bürger Forum (ÖVP) und 3 SPÖ.[18]
- Nach den Gemeinderatswahlen in Niederösterreich 2015 hatte der Gemeinderat folgende Verteilung: 15 ÖVP und 4 SPÖ.[19]
- Nach den Gemeinderatswahlen in Niederösterreich 2020 hatte der Gemeinderat folgende Verteilung:  15 ÖVP, 2 SPÖ und 2 FPÖ.[20]
- Nach den Gemeinderatswahlen in Niederösterreich 2025 hat der Gemeinderat folgende Verteilung:  14 ÖVP, 3 FPÖ und 2 SPÖ.[21]

### Bürgermeister
- seit ? Peter Höbarth (ÖVP)[22]

### Wappen
Im Jahr 1986 wurde der Gemeinde folgendes Wappen verliehen: In einem durch Astschnitt geteilten Schild oben in Grün ein silbernes Schwert gekreuzt mit drei goldenen Ähren, unten in Silber ein roter Ring.

## Persönlichkeiten
- Joseph Wenzel Zich (17??–1824), Glashersteller
- Josef Zich (1789–1834), Glashersteller
- Alois Schumacher (1838–1910), Stadtbaumeister
- Alois Höher (1862–1941), Fleischhauer, Gast- und Landwirt sowie Abgeordneter zum Landtag und Abgeordneter des Abgeordnetenhauses, wurde in Harmanschlag geboren
- Hartmut Holzmüller (* 1955), Universitäts-Professor für Marketing an der Technischen Universität Dortmund, wurde in Harmanschlag geboren